# John Wellborn Root

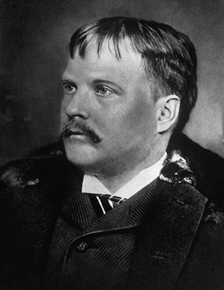
John Wellborn Root

John Wellborn Root, Sr. (* 10. Januar 1850 in Lumpkin, Georgia; † 15. Januar 1891 in Chicago) war ein bedeutender amerikanischer Architekt. Er arbeitete in Chicago mit Daniel Burnham zusammen. Root war einer der Begründer des Chicago-School-Style. Eines seiner Gebäude wurde zur historischen Landmarke bestimmt, andere von ihm entworfene Gebäude sind im Nationalregister historischer Orte verzeichnet.

## Leben
Root wuchs in Atlanta auf und ging dort zur Schule. Nach der Besetzung Atlantas durch Nordstaatentruppen im Sezessionskrieg emigrierte seine Familie nach Liverpool in England. In Liverpool studierte er an der Clare Mount School. Sein späteres Schaffen weist Einflüsse des Liverpooler Architekten Peter Ellis auf, der die weltweit ersten beiden metallgerahmten Glasgebäude errichtet hatte: die Oriel Chambers (1864) und das Haus in der 16 Cook Street (1866).
Nach seiner Rückkehr in die USA erwarb Wellborn Root im Jahre 1869 einen Abschluss an der New York University. Danach arbeitete er als unbezahlter Gehilfe für den Architekten James Renwick, Jr. Später arbeitete er in New York City für John Butler Snook. In dieser Zeit beaufsichtigte er den Bau der Grand Central Station. 1871 ging er nach Chicago und nahm eine Anstellung in einer Architekturfirma an. Dabei machte er die Bekanntschaft von Daniel Burnham. 1873 begründeten beide gemeinsam die Architekturfirma Burnham and Root. Ihre Zusammenarbeit währte 18 Jahre. Wellborn Root arbeitete nebenbei für andere Firmen und plante den Bau der ersten presbyterianischen Kirche von Chicago.
Wellborn Root entwickelte ein System von Stahlverflechtungen, die den Bau hoher Häuser ermöglichte und dabei das Absinken derselben in den Boden verhinderte. Dieses System wurde erstmals im Jahre 1882 beim Bau des Montauk Building angewandt. Später nutze er diese Bauweise beim Bau des Pheninx Building (1887), welches in seinem Stil das William LeBaron Jenney's Home Insurance Building von 1885 nachahmte.
Wellborn Root, Burnham, Dankmar Adler und Louis Sullivan begründeten gemeinsam die Western Association of Architects. Wellborn Root fungierte 1886 als Präsident derselben. 1887 wurde er zum Direktor des National American Institute of Architects gewählt.
Wellborn Root heiratete 1879 Mary Louise Walker, eine Tochter von James M. Walker, die in der Prairie Avenue, 1720, der besten Wohngegend in Chicago lebte. Er zog on das Haus ihrer Eltern. Sechs Wochen nach der Hochzeit verstarb seine 21-jährige Frau an Tuberculose. 1882 heiratete er Dora Louise Monroe. Ihr gemeinsamer Sohn John Wellborn Root, Jr. war wie sein Vater als Architekt in Chicago tätig und Mitglied (NA) der National Academy of Design.
Burnham & Root erhielten die Oberaufsicht für die World’s Columbian Exposition in Chicago. Burnham kümmerte sich als "Director of Works" um die Ausführung der Arbeiten, während Roots als "Supervisor"  und "beratender Architekt" die Aufsicht über architektonische Angelegenheiten oblag. Sie sorgten u. a. dafür, dass vor allem am Ehrenhof ein einheitliches Design durchgehalten wurde: Sie legten z. B. die Höhe, Breite, Fassadengliederung fest.
Vor der Vollendung ihrer Pläne starb Wellborn Root 1891 im Alter von 41 Jahren an einer Lungenentzündung. Die Trauerfeier wurde von Bischof Cheney gehalten und fand am Sonntag, den 18. Januar im Haus der Familie in 56 Astor Street (heute 1310 N. Astor Street.) statt. Root hatte das Haus in einer Serie von vier entzückenden "Queen Anne" Reihenhäusern für James L. Houghteling 1888 selbst entworfen. Zu den Sargträgern gehörten u. a. sein Geschäftspartner Daniel Burnham, der Präsident des Art Instituts, Charles L. Hutchinson, und William Pretyman, ein enger Freund von Root der später den Hausflur im Haus von John und Frances Glessner verzieren würde. Root wurde auf dem Graceland Cemetery beigesetzt.